# 裘法祖
裘法祖（1914年12月6日—2008年6月14日），男，浙江杭州人，中国外科学家、医学教育家，中国科学院院士，慕尼黑大學醫學博士。曾任武汉医学院副院长、院长，同济医科大学名誉校长，华中科技大学同济医学院名誉院长等。裘法祖改進的手術操作方法超過20多種，其刀法以精准见长，被医学界称为“裘氏刀法”。他是推动中国腹部及基本外科的专家，并且主持创建了中国最早的器官移植机构——同济医科大学器官移植研究所，是中国器官移植事业的开拓者和奠基人之一，同时他又是中国晚期血吸虫病外科治疗的开创者。

## 生平
1914年生于浙江杭州。起先住在杭州皮市巷南口3号，后搬迁至51号并自建房屋，该处居所于2001年被拆毁。其父亲是私塾教师，后转到附近的杭州正则中学任算学，国文教师和会计。1920年，在杭州正则中学读国小和国中，1929年毕业并考入之江大学附属高级中学。
1932年，从之江大学附属高级中学高中毕业，同年考入位于上海的国立同济大学医学院，国立同济大学的医学生的学制为8年：2年预科学习德语和基础课程，5年学习医科专业课，以及最后一年实习课程。1933年，其母亲因为急性阑尾炎导致的穿孔，形成局限性脓肿和麻痹性肠梗阻而去世，由于杭州的落后医疗条件，并未经过任何抗生素治疗。裘法祖当时在国立同济大学医学预科班学习德语，尚未正式开始医学专业课学习，因此无法提供任何医疗协助，为终身憾事。1936年，国立同济大学医学院前期课程结业，并由其二姐裘修梅资助，于1937年初登上前往意大利威尼斯的邮轮，前往德国慕尼黑大学医学院留学。1939年，他获得 Wolf 奖学金和洪堡奖学金，并在三年时间内完成了所有14门课的学习。最终，他拒绝了优待外国留学生的学位口试（Rigorosum，只需要完成一篇毕业论文，并参加4门临床医学考试即可毕业，但无法获得德国临床医师执照），同其他德国学生一样参加了德国国家考试（德語：Staatsexamen），在一个月内通过了全部14门课的考试，其中有11门课考试成绩为最高分1.0。1939年11月通过博士论文答辩后，以一等最优成绩获德国医学博士学位（summa cum laude，最高荣誉）和德国臨床医师执照。
1939年至1945年，先后在德国慕尼黑大学医学院附属施瓦宾（Schwabing）医院、慕尼黑市立医院、巴特特尔茨市立医院任外科住院医师、副主任医师，获德国外科专门医师证书。1945年，他与德国慕尼黑大学医学院学生裘罗懿（Loni Konig）结婚。1946年，他们的大儿子诞生。1945年至1946年6月，任巴特特尔茨市立医院外科主任。在納粹當政期間，裘法祖曾營救40多名集中營中的猶太人。
1947年至1954年，任上海同济大学医学院附属中美医院外科副主任、主任、教授。1948年，基于“医学归于大众”的理念，创办中国第一本医学科普刊物《大众医学》，并任主编10年，为该杂志撰文。1955年至1984年，任武汉医学院第二附属医院（现武汉同济医院）外科主任、教授。1960年，在首创胃底环扎术和胃底横断的基础上，于1972年又创造了独具风格的贲门周围血管离断术，成为治疗晚期血吸虫病肝硬化致门静脉高压症、食管静脉曲张大出血的一种崭新的断流型手术，在国内广为应用。新术式改进不下20余种。1978年，裘法祖被评为全国科技先进工作者，参加了全国首届科技大会。1978年至1984年，任武汉医学院副院长、院长。1979年，裘法祖率卫生部中国器官移植代表团再次回到德国，并和已在德国等候的妻子专程去探望86岁的岳母。1980年，创办中国第一本器官移植杂志《中华器官移植杂志》，任主编。1984年，他发起组织了中德医学协会，任中方理事长。1985年，获得联邦德国政府授予大十字勋章，被日本金泽医科大学授予名誉顾问。1985年至2000年，任同济医科大学名誉校长。1993年，当选中国科学院院士。2000年至2008年，任同济医学院名誉院长。2000年，获得中国医学科学院中国医学科学奖。2001年，获得中国医学基金会医德风范终身奖。2003年，获得何梁何利基金科技进步奖。2004年，被授予“人民医学家”荣誉称号。2004年，获得德中医学会宝隆奖章。2004年，获得中国肝胆外科“突出贡献金质奖章”。2008年5月26日，裘法祖院士在同华中科技大学附属同济医院的42名专家们一起，为汶川地震灾区来汉的42名伤员会诊。
2008年6月14日8时46分，裘法祖不幸逝世，享年94岁。

## 家庭
父亲裘支春（1871年－1959年），母亲何银凤（1872年－1933年）。家中排行第七，有四个姐姐和两个哥哥。
妻子裘罗懿（Loni König）为德国慕尼黑大学医学院学生。两人1945年结婚。1946年，他们的大儿子诞生。1958年，经周恩来总理亲自签署，裘罗懿加入中国籍。

## 外科贡献
裘法祖改进的手术操作方法超過20多种，比较突出的有：
- 局部麻醉下甲状腺大部切除术
- 胃大部切除术
- 门静脉高压症的外科治疗

## 实验研究

### 实验室创建
- 1958年，在国内率先开展器官移植的动物实验研究。
- 1980年，创办中國第一所器官移植研究所：武汉医学院器官移植研究所，任所长。

### 研究论文
- 裘法祖，夏穗生．总胆管十二指肠吻合手术的讨论．中华外科杂志，1955，3：351
- Tjiu F D, Chen C S．Schistosomiais japonica cerebri, Bericht über einen operativ behandelten Fall．Zbl. Chir.，1953，78：1985
- 裘法祖，夏穗生，戴植本．脾肾静脉吻合术的操作体会．中华外科杂志，1961，9：827
- 裘法祖．进一步探讨门静脉高压症食管胃底曲张静脉破裂大出血的外科治疗措施．中华外科杂志，1981，19: 193
- 裘法祖．再论断流术治疗门脉高压症并发上消化道大出血．实用外科杂志，1990，4：195

## 医学教育

### 大众医学知识传播
- 1948年，基于“医学归于大众”的理念，创办国内第一本医学科普刊物《大众医学》，并任主编10年，为该杂志撰文。

### 相关医学法律起草
- 1999年5月《中国脑死亡临床诊断标准》
- 1999年5月《人体器官移植条例》

### 专门高级人才培养

#### 教材编著
- 裘法祖主编．《一般外科手术学》．北京：人民卫生出版社，1973
- 裘法祖主编．《外科学》．第１版，北京：人民卫生出版社，1979；第3版， 1989；第4版，1995
- 吴阶平，裘法祖，主编．黄家驷外科学．第4版，北京：人民卫生出版社，1986；第５版，1991
- 裘法祖，张涤生，主编．中国医学百科全书·外科学基础．上海：上海科技出版社，1987
- 曾宪九，袭法祖，主编．中国医学百科全书·普通外科学．上海：上海科技出版社，1989

#### 学术期刊
- 1980年创办中国第一本器官移植杂志《中华器官移植杂志》，任主编。
- 创办《中华实验外科杂志》
- 首倡同济医科大学与德国施普林格出版社合办《德国医学》（Deutsche Medizin）中文版，并任主编。该杂志由德方提供原版杂志，中方选译编辑，为中国大专院校与国外合办的第一份杂志。
- 曾担任《中华外科杂志》副总编、《腹部外科杂志》总编辑、《同济医科大学学报》（英、德文版）主编。

#### 得意门生
- 吴孟超
- 吴在德
- 龚建平
- 戴宗晴
- 邹声泉
- 肖传国
- 陈孝平

#### 创立基金
- 2004年，创立“裘法祖外科医学青年基金”。

## 荣誉

### 外国勋章奖章
- 德意志联邦共和国大功绩十字勋章（德国，1985年颁发）

### 其他
- 1978年，全国科技先进工作者、全国劳动模范
- 2000年，中国医学科学院中国医学科学奖
- 2001年，中国医学基金会医德风范终身奖
- 2003年，何梁何利基金科技进步奖
- 2004年，“人民医学家”荣誉称号
- 2004年，德中医学会宝隆奖章
- 2004年，中国肝胆外科“突出贡献金质奖章”